# Eriogonum salicornioides
Eriogonum salicornioides là một loài thực vật có hoa trong họ Rau răm. Loài này được Gand. mô tả khoa học đầu tiên năm 1906.